# Lhotice (okres Třebíč)
Obec Lhotice (česky do roku 1960 Horní Lhotice; německy Lhotitz, Elhotitz, Lhoticz, Elhotice) se nachází v okrese Třebíč v Kraji Vysočina. Žije zde 154 obyvatel.
Sousedními obcemi sídla jsou Mladoňovice, Slavíkovice a Jemnice.

## Geografie
Vesnice leží 2 km východně od Jemnice, protéká jí potok Rakovec a prochází jí silnice z Jemnice do Mladoňovic.
Ze západu na východ přes území obce prochází silnice II/152, z ní pak na východ vychází silnice přes území obce do Mladoňovic. Podél východní hranice území obce severně vede užitková silnice do lesa a dále do Lomů a podél západní hranice území obce vede severně užitková silnice a cesta do lesa. Podél západní hranice vede také zelená turistická stezka z Jemnice. Přes území obce vede železniční trať Moravské Budějovice–Jemnice, na západním okraji zastavěného území obce se nachází železniční zastávka Lhotice u Jemnice.
Většina území obce je využívána zemědělsky, zalesněná oblast je jen severně od zastavěného území obce v nehlubokém údolí potoka Rakovec a izolovaný les Háje severozápadně od zastavěného území obce. Severně a západně od území obce se nachází velká zalesněná oblast. Na jižním okraji zastavěného území obce se nachází průmyslový areál.
Těsně za severní hranicí území obce se nachází Dvořákův rybník, přes něj protéká potok Rakovec, ten pak vede přes zastavěné území obce, kde se do něj vlévá nepojmenovaný potok, který pramení západně od zastavěného území obce. Rakoves pak vytéká východně z území obce a po cca 5 km se vlévá u Kdousova do Bihanky. 
Většina území obce se nachází v cca 510–520 metrech nad mořem, na severním okraji území obce se nachází nepojmenovaný vrchol s kótou 521 metrů. Severozápadně od hranice území obce se nachází Modrácký kopec (572 m). 
Zastavěné území obce se nachází na jihovýchodním okraji území obce, u silnice II/152 se nachází samota. Těsně za západní hranicí území obce se nachází chaty u ulice Nivka v Jemnici, také se těsně za hranicí obce u silnice II/152 nachází průmyslový areál u Jemnice. 
U silnice vedoucí do Mladoňovic u hranice obce se nachází památný strom Lípa u Lhotic.

## Historie
První písemná zmínka o obci pochází z roku 1361, kdy Lhotice patřily Otíkovi ze Lhotic. V roce 1446 obec získal Ondřej z Boskovic, v roce 1454 pak prodal Lhotice i Slavíkovice Štěpán ze Slavíkovic Mikulášovi z Rynárce. V roce 1511 se stal spolumajitelem Hynek z Bítova. V roce 1574 prodal Jindřich Klouzal z Rynárce majetky v Lhoticích a Slavíkovicích Jindřichovi Václavovi Krajířovi z Krajku. V roce 1629 se větší část vesnice (kromě tří usedlostí) stala součástí budkovského panství, zbylé tři usedlosti získali majitelé Budkova Berchtoldové z Uherčic v roce 1675 od Johany Benigny Sobětické. Budkovské panství patřilo Berchtoldům až do roku 1776, pak získal Budkov a další vesnice Leopold Krakovský hrabě Kolovrat a následně pak Karel z Lichtenštejna a Kristián Salm-Reifferscheidt.
V roce 1850 byly Lhotice začleněny pod Podkrajskou správu v Dačicích a následně v roce 1855 pod okres Jemnice. V roce 1930 byla vesnice elektrifikována. Po skončení první světové války vznikl ve vsi spolek Domovina a spolek agrární mládeže.
V obci se nalézala parní cihelna Josefa Schlegelhofera (1945 národní správa MNV Jemnice), hostinec s trafikou Theodora Hrbka, kovárna Šimona Brandla, krejčovská dílna Václav Hlavsa, švadlena Anna Řídká, pokrývačství Antonín Veverka a obchod se smíšeným zbožím Kadrnožkové Emilie. Zemědělské usedlosti: Břečka, František, Dörrer Antonín, Fuchs Tomáš, Fuchsová Františka, Göthaus František, Jordánek Karel, Křivánek František, Nekula, František, Řídký Karel, Svoboda František, Šimka František, Švejda Josef, Tříletá Františka, Tříletý Václav, Šimka Josef.
Po skončení druhé světové války se obyvatelé nadále věnovali zemědělské činnosti a tak v roce 1957 bylo v obci zřízeno JZD, roku 1973 bylo začleněno do JZD Jemnice, toto družstvo se pak v roce 1991 transformovalo v soukromou společnost, která nadále vykonává činnost.
Do roku 1849 patřily Lhotice do budkovského panství, od roku 1850 patřily do okresu Dačice, pak od roku 1896 do okresu Moravské Budějovice, následně od roku 1949 do okresu Dačice a od roku 1960 do okresu Třebíč. Mezi lety 1980 a 1993 patřily Lhotice pod Jemnici, následně se obec osamostatnila.
| Rok            | 1869 | 1880 | 1890 | 1900 | 1910 | 1921 | 1930 | 1950 | 1961 | 1970 | 1980 | 1991 | 2001 |
| -------------- | ---- | ---- | ---- | ---- | ---- | ---- | ---- | ---- | ---- | ---- | ---- | ---- | ---- |
| Počet obyvatel | 229  | 220  | 233  | 249  | 261  | 271  | 251  | 193  | 196  | 172  | 192  | 169  | 156  |

## Politika
V letech 2006–2010 působil jako starosta František Švejda, od roku 2010 do roku 2014 tuto funkci zastával Svatopluk Fuks, od roku 2014 vykonává funkci starosty František Ondrák.

### Volby do Poslanecké sněmovny
|       | 2006               | 2010               | 2013               | 2017               | 2021                  |
| ----- | ------------------ | ------------------ | ------------------ | ------------------ | --------------------- |
| 1.    | ČSSD (43,83 %)     | ČSSD (42,5 %)      | ČSSD (31,25 %)     | ANO (32,09 %)      | ANO (45,71 %)         |
| 2.    | KSČM (20,54 %)     | VV (16,25 %)       | KSČM (22,5 %)      | Piráti (17,28 %)   | Piráti+STAN (24,28 %) |
| 3.    | KDU-ČSL (16,43 %)  | KSČM (12,5 %)      | Úsvit (15,0 %)     | STAN (16,04 %)     | SPD (8,57 %)          |
| účast | 60,83 % (73 z 120) | 63,49 % (80 z 126) | 60,61 % (80 z 132) | 62,31 % (81 z 130) | 57,85 % (70 z 121)    |

### Volby do krajského zastupitelstva
|      | 1.               | 2.                 | 3.                      | účast              |
| ---- | ---------------- | ------------------ | ----------------------- | ------------------ |
| 2000 | 4KOALICE (50 %)  | SV (18,42 %)       | KSČM (15,78 %)          | 31,93 % (38 z 119) |
| 2004 | KSČM (32,35 %)   | KDU-ČSL (29,41 %)  | ODS (17,64 %)           | 29,56 % (34 z 115) |
| 2008 | ČSSD (45 %)      | KDU-ČSL (28,33 %)  | KSČM (10 %)             | 48 % (60 z 125)    |
| 2012 | STO (24,65 %)    | ČSSD (23,28 %)     | KSČM (21,91 %)          | 54,07 % (73 z 135) |
| 2016 | STO (29,62 %)    | ANO 2011 (29,62 %) | ČSSD (11,11 %)          | 41,22 % (54 z 131) |
| 2020 | Piráti (26,08 %) | ANO (26,08 %)      | STAN+SNK ED (13,04 %)   | 40 % (48 z 120)    |
| 2024 | ANO (63,26 %)    | Piráti (16,32 %)   | ODS+TOP 09+STO (10,2 %) | 40,32 % (50 z 124) |

### Prezidentské volby
V prvním kole prezidentských voleb v roce 2013 první místo obsadil Jan Fischer (27 hlasů), druhé místo obsadil Miloš Zeman (27 hlasů) a třetí místo obsadil Jiří Dienstbier (18 hlasů). Volební účast byla 69,40 %, tj. 93 ze 134 oprávněných voličů. V druhém kole prezidentských voleb v roce 2013 první místo obsadil Miloš Zeman (79 hlasů) a druhé místo obsadil Karel Schwarzenberg (15 hlasů). Volební účast byla 70,15 %, tj. 94 ze 134 oprávněných voličů.
V prvním kole prezidentských voleb v roce 2018 první místo obsadil Miloš Zeman (55 hlasů), druhé místo obsadil Jiří Drahoš (11 hlasů) a třetí místo obsadil Marek Hilšer (9 hlasů). Volební účast byla 66,41 %, tj. 85 ze 128 oprávněných voličů. V druhém kole prezidentských voleb v roce 2018 první místo obsadil Miloš Zeman (66 hlasů) a druhé místo obsadil Jiří Drahoš (25 hlasů). Volební účast byla 70,00 %, tj. 91 ze 130 oprávněných voličů.
V prvním kole prezidentských voleb v roce 2023 první místo obsadil Andrej Babiš (60 hlasů), druhé místo obsadil Pavel Fischer (11 hlasů) a třetí místo obsadil Petr Pavel (9 hlasů). Volební účast byla 73,77 %, tj. 90 ze 122 oprávněných voličů. V druhém kole prezidentských voleb v roce 2023 první místo obsadil Andrej Babiš (67 hlasů) a druhé místo obsadil Petr Pavel (25 hlasů). Volební účast byla 75,41 %, tj. 92 ze 122 oprávněných voličů.

## Pamětihodnosti
- Zřícenina Hrádek z 13. či 14. století[4]
- Památná lípa a kříž z roku 1882 (u silnice do Mladoňovic)[26]

## Osobnosti
- Miloslav Veleta (* 1923), pedagog